# Adam Opatowczyk
Adam Opatowczyk lub Adam Opatovius (ur. w 1574 w Opatowie, zm. 4 listopada 1647 w Krakowie) – profesor i rektor Akademii Krakowskiej.

## Życiorys
Był synem Macieja, na Akademię Krakowską zapisał się w semestrze zimowym 1592/1593. Bakałarzem został w 1594, a magistrem sztuk wyzwolonych cztery lata później. W 1606 był już dziekanem Wydziału Sztuk; drugi raz dziekanem tego wydziału został w semestrze zimowym 1608/09. Równolegle z karierą uniwersytecką rozwijał duchowną. Niższe święcenia duchowne przyjął 22 lipca 1606, a prezbiteratu 13 kwietnia 1607. W 1606 otrzymał stanowisko wychowawcy Jakuba Sobieskiego i Jana Żółkiewskiego. W jesieni 1618 wyjechał do Padwy, w 1619 był w Rzymie, gdzie otrzymał promocję na doktora teologii. Ok. 1618 został mianowany dziekanem kościoła św. Anny w Krakowie. W 1630 po raz pierwszy objął urząd rektora Akademii Krakowskiej, pełnił go aż siedmiokrotnie w latach: 1630–1631, 1635–1637 i 1641–1642. W 1638 został kanonikiem katedry krakowskiej. Adam Opatowczyk spoczął w kościele św. Anny jak sam nakazał – pod amboną – zaś kazanie pogrzebowe wygłosił jego uczeń Szymon Stanisław Makowski.